# Franz Cestnik
Franz Cestnik (* 3. August 1921 in Einbeck; † 28. August 2011 ebenda) war ein deutscher Maler und Grafiker.

## Leben
Franz Cestnik wurde 1921 als Sohn des Werkmeisters Josef Cestnik und dessen Frau Johanne in Einbeck geboren. Nach dem Besuch der Volksschule begann er 1935 eine Lehre als Musterzeichner in einem Einbecker Atelier für Tapetenentwürfe. 1941 wurde er zur Wehrmacht einberufen und an der Ostfront eingesetzt. Bei Kämpfen in Jugoslawien verlor er sein rechtes Auge. Während seiner Genesungsphase begann Cestnik einen Zeichenunterricht bei dem Einbecker Kunstmaler Kurt Hensel (1882–1948).
Nach dem Zweiten Weltkrieg entschloss sich Cestnik, als freier bildender Künstler tätig zu werden. In dieser Zeit lernte er den jungen (und späteren Anästhesiologen) Alfred Doenicke in Einbeck kennen. Dieser erwarb im Laufe der Zeit viele seiner Bilder und schrieb auch über ihn. Cestnik nahm Kontakt zu dem nach Einbeck evakuierten Maler Kurt Sohns auf, der ihn in der Kaltnadel-Technik unterrichtete und ihn auf die Ausstellungen des Kunstvereins Hannover aufmerksam machte, wo er im Herbst 1949 zum ersten Mal ausstellte. 1950 zeigte Cestnik Erich Heckel seine Blätter. Dieser empfahl ihm, sich auch in Ölmalerei zu versuchen.
Es folgten Ausstellungen im Kunstverein Hannover. 1954 fand die erste Einzelausstellung in Hildesheim statt, wo 16 Ölbilder und 25 Zeichnungen gezeigt wurden. 1955 kaufte Günter Busch, Direktor der Kunsthalle Bremen, für die Sammlung die Radierung „Harlekin“. 1956 folgte eine Einzelausstellung in der Bremer Kunsthalle. Ab 1958 setzte sich die Frankfurter Galeristin Hanna Bekker vom Rath für ihn ein, womit er seine Anerkennung als Künstler fand. Cestnik erweiterte sein künstlerisches Spektrum und erlernte die Technik des Holzschnitts.
Es folgten Einzelausstellungen und Ausstellungsbeteiligungen. 2011 starb Cestnik im Alter von 90 Jahren in Einbeck.

## Werk
Franz Cestnik gehört zu den Künstlern, die keine Ausbildung an einer Kunsthochschule erhalten haben, die aber sich unter Anleitung von Malern weiterbildeten und entwickelten. Er blieb Zeit seines Lebens in Einbeck, malte figürlich, unbeeinflusst und unbeeindruckt von der Stilentwicklung in Deutschland. Zugehörig zur Kriegsgeneration zeigen seine Bilder – meist Personen – oft Einsamkeit und Trauer. Am stärksten erscheint er in seinen Kaltnadel-Radierungen und seinen Farbholzschnitten.
Ein Teil seines schriftlichen Nachlasses befindet sich im Deutschen Kunstarchiv im Germanischen Nationalmuseum in Nürnberg.

## Einzelausstellungen
- 1958 Frankfurt, Kunstkabinett Bekker vom Rath, 16. April – 31. Mai 1958
- 1959 Braunschweig, Städtisches Museum, 24. Mai – 21. Juni 1959
- 1962 Bremen, Kunsthalle, 11. November – 9. Dezember 1962
- 1964 Thiais / Paris, Franz Cestnik, Exposition de peintures, 31. Mai – 7. Juni 1964
- 1965 Frankfurt, Kunstkabinett Bekker vom Rath, 21. Mai – 3. Juli 1965
- 1968 Aachen, Städtisches Suermont-Museum, 7. April – 28. April 1968
- 1980 Dortmund, Galerie W. Utermann, ab 13. Februar 1980
- 1986 München, Neue Münchner Galerie Richard Hiepe, 19. März – 12. Mai 1886
- 1994 Bad Gandersheim, Kulturzentrum Brunshausen, 11. September – 17. Oktober 1994
- 1997 Würzburg, Martin-von-Wagner-Museum der Universität, 5. Oktober – 30. November 1997
- 2001 Einbeck, Städtisches Museum, 2. September – 14. Oktober 2001